# Öja församling, Visby stift
Öja församling var en församling i Visby stift. Församlingen uppgick 2006 i Hoburgs församling.
Församlingskyrka var Öja kyrka.

## Administrativ historik
Församlingen har medeltida ursprung. 
Församlingen utgjorde på medeltiden ett eget pastorat för att därefter till 2006 vara moderförsamling i pastoratet Öja och Hamra, som 1937 utökades med Vamlingbo och Sundre församlingar och 1962 med Fide församling. År 2006 uppgick församlingen i Hoburgs församling tillsammans med övriga församlingar i pastoratet.
Församlingskod var 098089.